# مهدي أباد جلالة (سادات محمودي)
مهدي أباد جلالة (بالفارسية: مهدی‌آباد جلاله) هي قرية تقع في إيران في قسم سادات محمودي الريفي. يقدر عدد سكانها بـ 357 نسمة .